# Pjetër Gjoka
Pjetër Gjoka (ur. 3 sierpnia 1912 w Ulcinju, w Czarnogórze, zm. 2 maja 1982 w Gjirokastrze) – albański aktor, reżyser, wokalista (tenor) i dziennikarz.

## Życiorys
W roku 1915 przeniósł się wraz z rodziną z Czarnogóry do Szkodry. W szkole interesował się teatrem, po raz pierwszy wystąpił na scenie szkolnej w 1930 roku w dramacie Dy princa dhe një vashë. Jeszcze bardziej interesował go sport. W 1933 wziął udział w Olimpiadzie Bałkańskiej w Atenach, w konkursie skoku w dal, a przez wiele lat jego wynik z tych zawodów był rekordem kraju. 
Od 1935 roku śpiewał w zespole „Scuola Cantorum”, towarzyszył Tefcie Tashko w czasie jej występów w Szkodrze w 1936 roku. Wkrótce potem całkowicie poświęcił się teatrowi. Przekonał go do tego sukces, jaki odniósł spektakl Powrót Skanderbega, w którym grał główną rolę, a który został zaprezentowany na scenie w kinie National w Tiranie. W latach 30. był jednym z najbardziej znanych aktorów albańskich, występując z zespołami amatorskimi działającymi w Szkodrze i Tiranie.
W czasie wojny prawdopodobnie pracował jako nauczyciel. W grudniu 1944 r. zubożały w czasie wojny Gjoka podjął pracę w czasopiśmie Koha e re (Nowe Czasy). 1 września 1946 pojawił się na scenie Teatru Wojskowego (Teatri e Ushtrise), a w 1947 r. wśród aktorów Teatru Ludowego w Tiranie. Zasłynął w sztukach dramaturgów albańskich, ale także w roli Hamleta czy molierowskiego Świętoszka. W 1961 za wybitne osiągnięcia zawodowe został wyróżniony tytułem „Artist i Popullit” (Artysta Ludu). W tym czasie coraz częściej zajmował się reżyserowaniem spektakli teatralnych. 
Karierę filmową rozpoczął od udziału w koprodukcji albańsko-radzieckiej – filmie Skanderbeg. Wystąpił potem jeszcze w ośmiu filmach fabularnych. Osobnym polem jego aktywności było przygotowywanie audycji teatru radiowego i moderowanie amatorskich grup teatralnych. Choroba dosięgła go na planie filmu I treti, realizowanego w 1978 r. Po operacji, którą przeszedł we Włoszech powrócił do kraju i ponownie występował na scenie. Ostatnią swoją rolę przygotowywał wraz z zespołem Teatru Zawodowego w Gjirokastrze. Zmarł, zanim doszło do premiery.
W 2010 został uhonorowany tytułem Honorowego Obywatela Szkodry. Miał syna Gjovalina Gjokę, który także został aktorem.

## Role filmowe
- 1953: Skanderbeg
- 1957: Femijet e saj (Jej dzieci) jako Lekarz
- 1958: Tana jako dziadek
- 1959: Furtuna (Burza)
- 1969: Njesit gueril (Oddział partyzancki) jako włoski generał
- 1970: Gjurma (Ślady) jako prof.Tahsim
- 1975: Gjenerali i ushtrise se vdekur (Generał martwej armii)
- 1978: I treti jako Vasili
- 1978: Yje mbi Drin (Gwiazdy nad Drinem) jako Agron
- 1981: Në prag të lirisë (U progu wolności)